# Пінацидил
Пінацидил — це ціаногуанідиновий препарат, що відкриває чутливі до АТФ калієві канали, які виробляють другорядні вазоділатори артеріол. Вони знижують артеріальний тиск і другорядну опірність і сприяють утриманню рідини.
Хімічна назва: (±)-2-ціано-1-(4-піридил)-3- (1,2,2-триметилпропіл)гуанідину моногідрат.
Брутто-формула: C13H19N5·H2O
CAS: 85371-64-8; (CAS: 60560-33-0; Pinacidil anhydrous form).
Характеристика речовини: температура плавлення 164—165 ºС, білий порошок, добре розчинний в етанолі, диметилсульфоксиді або розбавлених водних розчинах кислот, нерозчинний у воді.
Синоніми: піндак, (±)-пінацидил, (R, S)-пінацидил, N-ціано-N'-4-піридил-N-(1,2,2-триметилпропіл)гуанідин моногідрат.
Систематичне найменування: (±)-N-ціано-N'-4-піридил-N'' (1,2,2-триметилпропіл)гуанідин моногідрат.
Фармакологічна група: гіпотензивний засіб, що є агоністом мембранних калієвих каналів.
Фармакологія: гіпотензивні засоби, механізм дії яких пов'язують з активацією калієвих каналів у клітинах гладеньких м'язів; судинно-розширювальний ефект — поліпшення живлення волосся; нейтралізація дії гормону дигідротестостерону; безпосередній вплив на зміну фаз життєвого циклу волосся.
Застосування: стимуляція росту і запобігання випадіння волосся.